# Казе Бручате (Л'Аквила)
Казе Бручате (итал. Case Bruciate) је насеље у Италији у округу Л'Аквила, региону Абруцо.
Према процени из 2011. у насељу је живело 26 становника. Насеље се налази на надморској висини од 355 м.